# Ушканьи Острова
Ушка́ньи Острова́ — упразднённый посёлок в Баргузинском районе Бурятии. Входил в городское поселение «Посёлок Усть-Баргузин». 
Кордон Забайкальского национального парка. Метеостанция.

## География
Располагался на Байкале, на юго-западном берегу Большого Ушканьего острова архипелага Ушканьих островов, в 14 км к северо-западу от побережья полуострова Святой Нос, в 76 км по акватории Байкала от посёлка Усть-Баргузин. 

## История
В августе 2023 года внесен законопроект об упразднении поселка. Упразднён 16 ноября 2023 года Постановлением Народного Хурала Республики Бурятия.

## Население
| 2002 | 2010 |
| ---- | ---- |
| 8    | ↘0   |

В 2021 году постоянное население составляло 3 человека.